# 7Q5

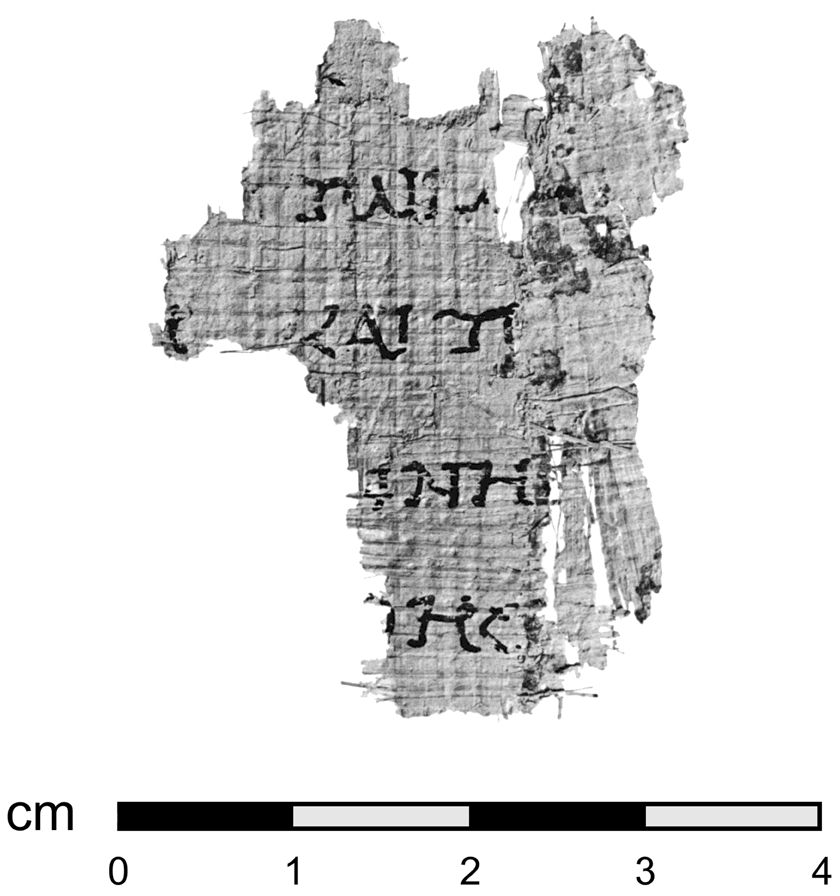
Fragment 7Q5

El 7Q5 Fragment de papir sota el número 5 de la sèptima cova de Qumram. Fou una de les múltiples restes de papir descobertes entre 1947 i 1955. El papir està escrit en grec per un sol costat en tinta negra i és de color castany gris. La seva grandària és de 3,9 centímetres d'alçada màxima per 2,7 centímetres d'amplada màxima.
El papir fou classificat per M. Baillet, J.T. Milik i R. de Vaux, els primers que classificaren el material trobat a Qumram, com de "difícil interpretació" entre els restants 18 papirs de la Cova VII, com que no trobava cap identificació possible ni dintre l'Antic Testament ni dintre de la literatura grega clàssica.
S'hi llegeixen amb claredat onze lletres, i n'hi ha 20 que es poden reconstruir tot i que només 14 d'aquestes amb certesa. La interpretació de quines són les lletres que hi manquen és el que ha centrat les investigacions.

## Identificació de O'Callaghan
A partir de 1972 quan el papiròleg català Josep O'Callaghan Martínez (1922-2000) publicà unes conclusions dels seus propis estudis en els quals assegurava que tres dels fragments de papir de la Cova VII podrien ser textos del Nou Testament. De les tres propostes d'identificació d'O'Callaghan, la del 7Q5 és la que generà el més intens debat. El destacat papiròleg alemany Carsten Thiede corroborà que la identificació d'O'Callaghan era correcta. Encara que no s'ha determinat com concloent que el 7Q5 correspongui al text de Marc 6, 52-53, tampoc hi ha hagut una proposta suficientment contundent per desmentir-lo. El papir es troba en l'actualitat en el Museu d'Israel entre els altres documents i materials trobats en les coves de la Mar Morta.
El text proposat pel papir 7Q5 és el de Marc 6, 52-53:
| « | (52) És que no havien comprès el fet dels pans, tenien l'enteniment ofuscat. (53) Feta la travessia, tocaren terra a Guenesaret, i van atracar | » |

Transcripció del grec en caràcters llatins:
| « | (52) aioti aen enonsan ek ton arton epetan je kapaia agton jeto peporomene (53) kai diaperasanteV hlqon epi thn ghn genhsaret kai proswrmisqhsan | » |

Text en grec:
| « | (52) ΔΙΟΤΙ ΔΕΝ ΕΝΟΗΣΑΝ ΕΚ ΤΩΝ ΑΡΤΩΝ ΕΠΕΙΔΗ Η ΚΑΡΔΙΑ ΑΥΤΩΝ ΗΤΟ ΠΕΠΩΡΩΜΕΝΗ (53) ΚΑΙ ΔΙΑΠΕΡΑΣΑΝΤΕΣ ΗΛΘΟΝ ΕΙΣ ΤΗΝ ΓΗΝ ΓΕΝΝΗΣΑΡΕΤ ΚΑΙ ΕΛΙΜΕΝΙΣΘΗΣΑΝ | » |

Les lletres que estan registrades en el fragment segons la interpretació de Josep O'Callaghan en negreta (excepte el punt del primer rengle):
| « | (52) ΔΙΟΤΙ ΔΕΝ ΕΝΟΗΣΑΝ ΕΚ ΤΩΝ ΑΡΤΩΝ ΕΠΕΙΔΗ Η ΚΑΡΔΙΑ ΑΥΤΩΝ ΗΤΟ ΠΕΠΩΡΩΜΕΝΗ (53) ΚΑΙ ΔΙΑΠΕΡΑΣΑΝΤΕΣ ΗΛΘΟΝ ΕΙΣ ΤΗΝ ΓΗΝ ΓΕΝΝΗΣΑΡΕΤ ΚΑΙ ΕΛΙΜΕΝΙΣΘΗΣΑΝ | » |

## Prova matemàtica
El cèlebre matemàtic català Albert Dou Mas de Xaxàs, investigà el càlcul de possibilitats que les lletres i espais del papir puguin coincidir amb qualsevol combinació possible, existent o no, en grec amb un nombre limitat de paraules. Dou realitzà el càlcul matemàtic sobre la base de dues hipòtesis generals de càlcul:
1. ¿Quines probabilitats hi han de què es pugui trobar casualment un altre text amb el mateix nombre d'espais i lletres del 7Q5, distribuït entre línies de 20 i 23 lletres, com té el text de Marc? (Hipòtesi P2).
2. ¿Quines probabilitats hi han de què es pugui trobar un altre text amb línies més llargues, d'entre 37 i 42 lletres, suposant de què el text no sigui de Marc? (Hipòtesi P3).

Albert Dou va recórrer a la informàtica per fer el càlcul amb precisió absoluta. Després d'alguns dies de treball, les operacions matemàtiques donaren el següent resultat:
Per la hipòtesi P2 les probabilitats de què es trobi casualment un altre text amb el mateix nombre d'espais i lletres del 7Q5 és d'una possibilitat en 36 mil bilions.
Per la hipòtesi P3 les probabilitats de què es trobi un altre text amb línies més llargues si no és Marc, són d'1 contra 430 bilions.